# 佐賀市立高木瀬小学校
佐賀市立高木瀬小学校（さがしりつたかきせしょうがっこう）は佐賀県佐賀市にある小学校。

## 概要
歴史
1877年（明治11年）創立。数回の改組・改称を経て、現校名になったのは1954年（昭和29年）。2022年（令和4年）には創立145周年を迎えた。
校章
八芒星を背景にして、中央に校名の略所である「高小」の文字（縦書き）を配している。
校歌
作詞は久原忠太による。歌詞は1番だけで、歌詞中に校名の「高木瀬」が登場する。
通学区域
佐賀市のうち、「高木瀬東一丁目（10番を除く）、高木瀬東二～六丁目、高木瀬西一～二丁目、高木瀬西三丁目（1番を除く）、高木瀬西四～六丁目、高木瀬町日の出一丁目（1～5番、7番、8番を除く）」。中学校区は佐賀市立城北中学校。
シンボル
運動場に大きなせんだんの木があり、学校のシンボルとなっている。

## 沿革
- 1878年（明治11年）9月 - 「宋善寺小学校」と「坪上小学校」と合併、「教誘小学校」となる。
- 1882年（明治15年）8月 - 校舎を増築の上、「高木瀬小学校」に改称。
- 1886年（明治19年）- 小学校令の施行により、尋常科（4年制）を設置の上、「尋常高木瀬小学校」に改称。
- 1889年（明治22年）4月1日 - 町村制の施行により、佐賀郡3村（高木・長瀬・東高木）が合併し、高木瀬村が発足。
- 1882年（明治25年）4月 -「高木瀬尋常小学校」に改称。
- 1908年（明治41年）4月 -  改正小学校令により、尋常科（義務教育）が4年制から6年制に改められる。尋常科5年を新設。
- 1909年（昭和42年）4月 - 敷地を拡張し改築移転する。尋常科6年を新設。
- 1913年（大正2年）4月 - 高等科（2年制）を併置の上、「高木瀬尋常高等小学校」に改称。
- 1929年（昭和4年）10月 - 校旗を制定。
- 1941年（昭和16年）4月1日 - 国民学校令により、「高木瀬村国民学校」に改称。尋常科を初等科に改める。
- 1944年（昭和19年）5月 - 出火のため、北校舎二棟等を焼失。
- 1947年（昭和22年）
  - 4月1日 - 学制改革（六・三制の実施）が行われる。
    - 国民学校初等科（6年制）が、新制小学校「高木瀬村立高木瀬小学校」（6年制）に改組・改称。
    - 国民学校高等科（2年制）は、青年学校普通科とともに、新制中学校「高木瀬村立高木瀬中学校」（3年制）に改組・改称。

  - 5月27日 - 協楽園分校を設置。
- 1928年（昭和23年）
  - 1月 - 父母と先生の会が発会。
  - 4月 - 協楽園分校が分離の上、高木瀬村立協楽園小学校として独立。
  - 6月 - 給食を開始。
- 1954年（昭和29年）3月31日 - 市町村合併により、「佐賀市立高木瀬小学校」（現校名）となる。
- 1959年（昭和34年）5月 - プールが完成。
- 1963年（昭和38年）8月 - 佐賀市立協楽園小学校を統合。
- 1967年（昭和42年）2月 - 鉄筋コンクリート造3階建て新校舎（24教室）が完成。
- 1968年（昭和43年）3月 - 給食室が完成。
- 1972年（昭和47年）
  - 5月 - 鉄筋コンクリート造3階建の管理棟が完成。
  - 6月 - 校地を拡張。
- 1973年（昭和48年）- 体育館が完成。
- 1975年（昭和50年）3月 - プレハブ4教室が完成。
- 1976年（昭和51年）3月 - 鉄筋コンクリート造３階建て新校舎（9教室）が完成。
- 1977年（昭和52年）11月 - 創立100周年記念式典を挙行。
- 1978年（昭和53年）
  - 4月1日 - 佐賀市立若楠小学校を新設・分離。348名が転出。
  - 7月 - 玄関前ロータリー完成。
- 1980年（昭和55年）4月 - 校区の一部（下高木）を若楠小学校区へ分離。85名が転出。
- 1981年（昭和56年）3月 - 土俵が完成。
- 1983年（昭和58年）3月 - プールが完成。
- 1992年（平成4年）8月 - 国旗掲揚台を設置。
- 1993年（平成5年）
  - 3月 - パソコン室を設置。
  - 12月 - 飼育舎横にふれあい広場が完成。
- 1998年（平成10年）
  - 4月 - 通級教室を開級。
  - 9月 - 図工室を移転。
- 1999年（平成11年）3月 - 新給食室が完成。
- 2000年（平成12年）8月 - 管理棟の改修工事が完了。
- 2001年（平成13年）
  - 5月 - プールを改修。
  - 8月 - 保健室が移転。
- 2003年（平成15年）8月 - 旧北校舎を解体。
- 2004年（平成16年）
  - 8月 - 北校舎の改築が完了。北校舎内にメディアセンターを設置。
  - 10月 - 祖父母の会が発足。
- 2005年（平成17年）
  - 5月 - 中庭に芝生を施敷。
  - 6月 - 正門が完成。
  - 12月 - ビオトープが完成。
- 2011年（平成23年）11月 - 新体育館が完成。
- 2014年（平成26年）3月 - 校舎の屋根に太陽光発電設備を設置。
- 2016年（平成28年）11月 - 南校舎が完成。
- 2020年（令和2年）8月 - 北校舎東側の学校園を拡張。
- 2021年（令和3年）9月 - 児童数増加に伴う仮設校舎建設のため、百周年記念碑を移設。
- 2022年（令和4年）3月 - 仮設校舎が完成。
- 2024年（令和6年）1月 - 大型複合遊具を撤去。

## 著名な卒業生
- 原口一博[2]（政治家、1972年卒） -（衆議院議員8期・国民民主党）
- 中本正一[3]（政治家、1972年卒） -（佐賀県議会議員3期・公明党）
- 内山俊哉[4]（NHKグローバルメディアサービススポーツ番組専門アナウンサー）
- 牧瀬里穂[5]（女優）
- 坂田梨香子[6]（モデル）

## 高木瀬の読みについて
一部サイトでは「たかぎせ」との表記が見られるが、「たかきせ」が正しい。公式サイトでは「TAKAKISE（たかきせ）」と表記してあるが、アドレスは「https://www.education.saga.jp/hp/takagise-e/（たかぎせ）となっている。

## 交通
最寄りの鉄道駅
- JR九州 長崎本線「佐賀駅」

最寄りのバス停留所
- 「高木瀬小学校前」停留所
  - 佐賀市営バス 金立線
  - 昭和バス 古湯線・東山田線

最寄りの幹線道路
- 国道263号 「高木瀬小前」交差点

## 周辺
- 佐賀市立高木瀬公民館
- 高木瀬幼稚園
- 城北保育園
- 佐賀市立城北中学校
- 極楽寺